# Tomasz Storożyński
Tomasz Storożyński (ur. 4 września 1951 w Warszawie) – polski koszykarz, występujący na pozycjach skrzydłowego lub środkowego, po zakończeniu kariery zawodniczej trener koszykarski.
Jego syn Paweł był także koszykarzem. Była żona Bożena, z domu Marciniak, to trzykrotna mistrzyni Polski (1972, 1973, 1974 – łącznie dwanaście medali mistrzostw Polski) oraz reprezentantka kraju w koszykówce. Obecna żona Małgorzata, z domu Stodulska, to także medalistka mistrzostw Polski oraz reprezentantka kraju.
Uczęszczał do Technikum Mechanicznego im. Konarskiego w Warszawie. Obecnie mieszka we Francji.

## Osiągnięcia

### Klubowe
Seniorskie
- Zdobywca Pucharu Polski (1970)
- Finalista Pucharu Polski (1972)
- Uczestnik międzynarodowych rozgrywek Pucharu Europy:
  - Mistrzów Krajowych (1969/1970 – II runda)
  - Zdobywców Pucharów (1970/1971 – TOP 8)
- Awans do I ligi z ŁKS-em Łódź (1975)
- II miejsce w:
  - II lidze (1973, 1974)
  - III lidze (1980)

Młodzieżowe
- Brązowy medalista:
  - mistrzostw Polski juniorów (1968)
  - I Ogólnopolskiej Spartakiady Młodzieży w Poznaniu z reprezentacją Warszawy (1969)

### Reprezentacja
- Uczestnik mistrzostw Europy U–18 (1970 – 6. miejsce)
- Zwycięstwo w turnieju U–18 Alberta Schweitzera, w Mannheim (1967)
- III miejsce w turnieju U–18, w Mannheim (1969)